# Sebastien Kenda Ntumba
Sebastien Kenda Ntumba (ur. 11 czerwca 1960 w Tshiona) - duchowny Demokratycznej Republiki Konga, pierwszy biskup diecezji Tshilomba od 2022.

## Życiorys
Urodził się 11 czerwca 1960 r. w Tshiona, w diecezji Luiza. W 1980 r. uzyskał Dyplom z Humanités Littéraires w Niższym Seminarium Duchownym w Kampponde. Od 1980 do 1983 studiował filozofię w Wyższym Seminarium Duchownym św. Franciszka Ksawerego w Mbujumayi. Posiada bakalaureat z teologii na Uniwersytecie Urbaniana w Rzymie. Święcenia kapłańskie przyjął 9 sierpnia 1987 r. w Tshibala.
Zajmował stanowiska: formatora w Niższym Seminarium Duchownym w Kampponde (1987-1990); kapłana Fidei Donum we włoskiej diecezji Agrigento; administratora parafii Przemienienia Pańskiego w Wiosce Jordańskiej w Palma di Montechiaro (2003-2012); dziekana (2008-2012); administratora parafii Maria Santissima della Catena (2012-2013) oraz administratora parafii San Nicola alle Fontanelle w Agrigento (2014-2016).
Po uzyskaniu licencjatu z teologii w Palermo, w latach 2016-2017 był wykładowcą w Diecezjalnym Seminarium Duchownym w Agrigento. Od 2017 roku był proboszczem parafii św. Antoniego Padewskiego w Kalombie.
25 marca 2022 został mianowany pierwszym biskupem nowo utworzonej przez papieża Franciszka diecezji Tshilomba. Święceń biskupich udzielił mu 5 czerwca 2022 abp Ettore Balestrero.